# カーディル
カーディル（947年 - 1031年）は、アッバース朝の第25代カリフ（在位：991年 - 1031年）である。
第24代カリフであるターイーと女奴隷との間に生まれた。学識豊かで、品行方正、人格者で貧者への施しを好んだ。父親はブワイフ朝の完全な傀儡でバッハー・ウッダウラの怒りを買って退位させられ、991年に44歳で即位した。ブワイフ朝から嫁をもらい、逆らわず、よく身を守ったため40年間、在位した。
1000年には、ガズナ朝のマフムードに、「栄誉の賜衣（ヒルア khil`a ）」が贈り、併せて「王朝の右手（Yamīn al-Dawla）」の尊号が与えた。（程なくして「宗門の後見人（Amīn al-Milla）という尊号も与えている）。